# Jean la Poudre
Jean la Poudre est un film muet français réalisé par Émile Chautard et Maurice Tourneur, sorti en 1913.

## Fiche technique
- Titre original : Jean la Poudre
- Autre titre : La Conquête de l'Algérie
- Réalisation : Émile Chautard, Maurice Tourneur
- Scénario : Maurice Tourneur, d'après le roman éponyme d'Henry de Brisay
- Société de production : Société Française des Films Éclair
- Format : Noir et blanc — 35 mm — 1,33:1 — film muet
- Métrage : 874 m
- Genre : Court métrage sur la guerre
- Date de sortie : 
  - France : 3 octobre 1913

## Distribution
- Henri Gouget
- Henry Roussel